# Anita Klein
Pour les articles homonymes, voir Klein.
Anita Klein R.E., née le 14 février 1960 à Sydney, est une peintre et graveuse australienne. Elle est aussi sculptrice et céramiste.

## Biographie
Formée au Chelsea School of Art et à l'École des beaux-arts de Slade, Anita Klein est l'élève de Paula Rego. Elle est membre de la Royal Society of Painter-Printmakers qu'elle préside entre 2003 et 2006 et a été présentée à l'Académie royale et à l'Institut des arts contemporains de Londres,. 
Ses gravures artisanales, ses pointes sèches, ses aquatintes, ses sérigraphies et ses lithographies représentent les diverses activités d'une vie de famille. Elle fait de nombreuses expositions en solo à Londres, ainsi que dans le monde entier, et trois monographies de ses tableaux ont été publiées.
Peintre et graveuse australienne Anita Klein vit et travaille à Londres et expose ses estampes et peintures à l'huile en Grande-Bretagne, en Australie et en Californie. Son travail est exposé dans de nombreuses collections privées et publiques en Europe, États-Unis et Australie, y compris le Arts Council of Great Britain, le British Museum ou la British Library.
Anita Klein partage maintenant son temps entre ses studios à Londres et en Italie. Pendant 30 ans, le travail de l'artiste s'inspire avec son expérience féminine des personnes les plus proches d'elle, spécialement de son mari Nigel Swift et de ses enfants. Les premières estampes et dessins de Klein la représentent elle-même et sa fille, Maia, comme mère et bébé. À présent, 1 500 estampes et de nombreuses peintures plus tard, elle dépeint pour la première fois Maia et sa fille en tant que mère et bébé.

## Critique
« Il est agréable d'avoir une véritable humoriste recrutée dans les rangs des peintres douées. Elle est à féliciter d'agrémenter nos mornes vies. »

« Ravel a dit qu'il voulait que sa musique soit complexe, mais pas compliquée. Anita Klein pourrait dire la même chose de son art. Il y a une grande simplicité dans ses œuvres, mais ce n'est pas la même chose que de dire qu'elles manquent de subtilité et d'ambiguïté. Au contraire, elles ont la franchise inconsciente qui vient de l'art vivant et respirant qu'il devient une seconde nature. »

— John Russell Taylor (en)

## Œuvres

### Publications
- Anita Klein, Painter Printmaker, Five Leaves,  (ISBN 978-1-905512-17-1)[7]
- Through the Looking Glass, Five Leaves Publications,  (ISBN 9781907869211)[8]
- Italian Angels, Five Leaves Publications, 2009,  (ISBN 9781905512591)[9]
- 1998-1999, Advanced Graphics, London

### Collections publiques
- Arts Council England,
- University of Wales Aberystwyth,
- University College London,
- Ashmolean Museum d'Oxford,
- Leicestershire County council
- Bundanon Trust, Australie
- British Museum,
- British Library